# Florimond Vanhalme
Florimond Vanhalme est un footballeur  et entraîneur belge né le 21 mars 1895 à Sint-Andries, Bruges (Belgique) et mort le 4 juillet 1979 à Ostende (Belgique).

## Biographie
Il a été milieu de terrain au Cercle Bruges KSV, remportant deux fois le Championnat de Belgique, en 1927 et en 1930. 
Il a fait également carrière en équipe de Belgique, jouant 39 fois, de 1927 à 1931, dont deux matches aux Jeux olympiques 1928.
Il a été l'entraîneur du Cercle de Bruges de 1927 à 1937 et en 1940-1941.

## Palmarès
- International belge de 1927 à 1931 (39 sélections et 2 buts marqués)
- Participation aux Jeux olympiques 1928 (2 matches joués)
- Présélection aux Jeux olympiques 1924 (ne joue pas)
- Champion de Belgique en 1927 et 1930 avec le Cercle Bruges KSV
- Finaliste de la Coupe de Belgique en 1913 avec le Cercle Bruges KSV
- 320 matches et 33 buts marqués en Division 1 avec le Cercle Bruges KSV